# Universalisme moral
Pour les articles homonymes, voir Universalisme (homonymie).
L'universalisme moral (aussi appelé objectivisme moral ou moralité universelle) est la position méta-éthique qu'un système d'éthique s'applique universellement, c'est-à-dire pour « tous les individus dans la même situation », indépendamment de la culture, de la race, du sexe, de la religion, de la nationalité, de l'orientation sexuelle ou tout autre élément distinctif. L'universalisme moral s'oppose au nihilisme moral et au relativisme moral.
Cependant, à l'instar de l'utilitarisme, toutes les formes d'universalisme moral ne sont pas absolutistes ou moniste. Certaines formes, telles que celle d'Isaiah Berlin, peuvent être pluralistes en ce qui concerne les valeurs : dans cette approche, l'universalisme moral reconnaît que différentes cultures, traditions et individus peuvent avoir des visions différentes de ce qui est moralement valable. Il ne cherche pas à imposer une seule norme morale universelle, mais plutôt à promouvoir le respect et la tolérance envers les différentes perspectives morales.
En plus des théories du réalisme moral, l'universalisme moral comprend d'autres théories morales cognitivistes comme la subjectiviste théorie de l'observateur idéal et la théorie du commandement divin et aussi la théorie morale non-cognitiviste du prescriptivisme universel,.

## Présentation
Selon R. W Hepburn, « Avancer vers le pôle objectiviste consiste à faire valoir que les jugements moraux peuvent être rationnellement défendables, vrais ou faux, qu'il existe des tests de procédure rationnels pour identifier des actions moralement inadmissibles ou que les valeurs morales existent indépendamment de l'état émotionnel des individus à des moments particuliers ».

Le linguiste et théoricien politique Noam Chomsky affirme : 

« Si nous adoptons le principe de l'universalité : si une action est bonne (ou mauvaise) pour les autres, elle est bonne (ou mauvaise) pour nous. Ceux qui ne se haussent pas au niveau moral minimal d'appliquer à eux-mêmes les normes qu'ils appliquent aux autres - normes plus strictes en fait - ne peuvent tout simplement pas être pris au sérieux quand ils parlent de pertinence de la réponse ; ou du correct et de l'erroné, du bien et du mal. »

## Histoire
La Déclaration universelle des droits de l'homme des Nations unies peut être lue comme supposant une sorte d'universalisme moral. Le comité de rédaction de la Déclaration universelle a supposé, ou du moins aspiré à une approche « universelle » d'articulation des droits humains internationaux. Bien que la Déclaration en est indéniablement venue à être acceptée dans le monde entier comme une pierre angulaire du système international pour la protection des droits de l'homme, une croyance chez certains que la Déclaration universelle ne reflète pas adéquatement certaines importantes visions du monde a donné lieu à plus d'une déclaration complémentaire, telles que la Déclaration des droits de l'homme en islam et la Déclaration de Bangkok.